# Saint-Cyr-de-Valorges

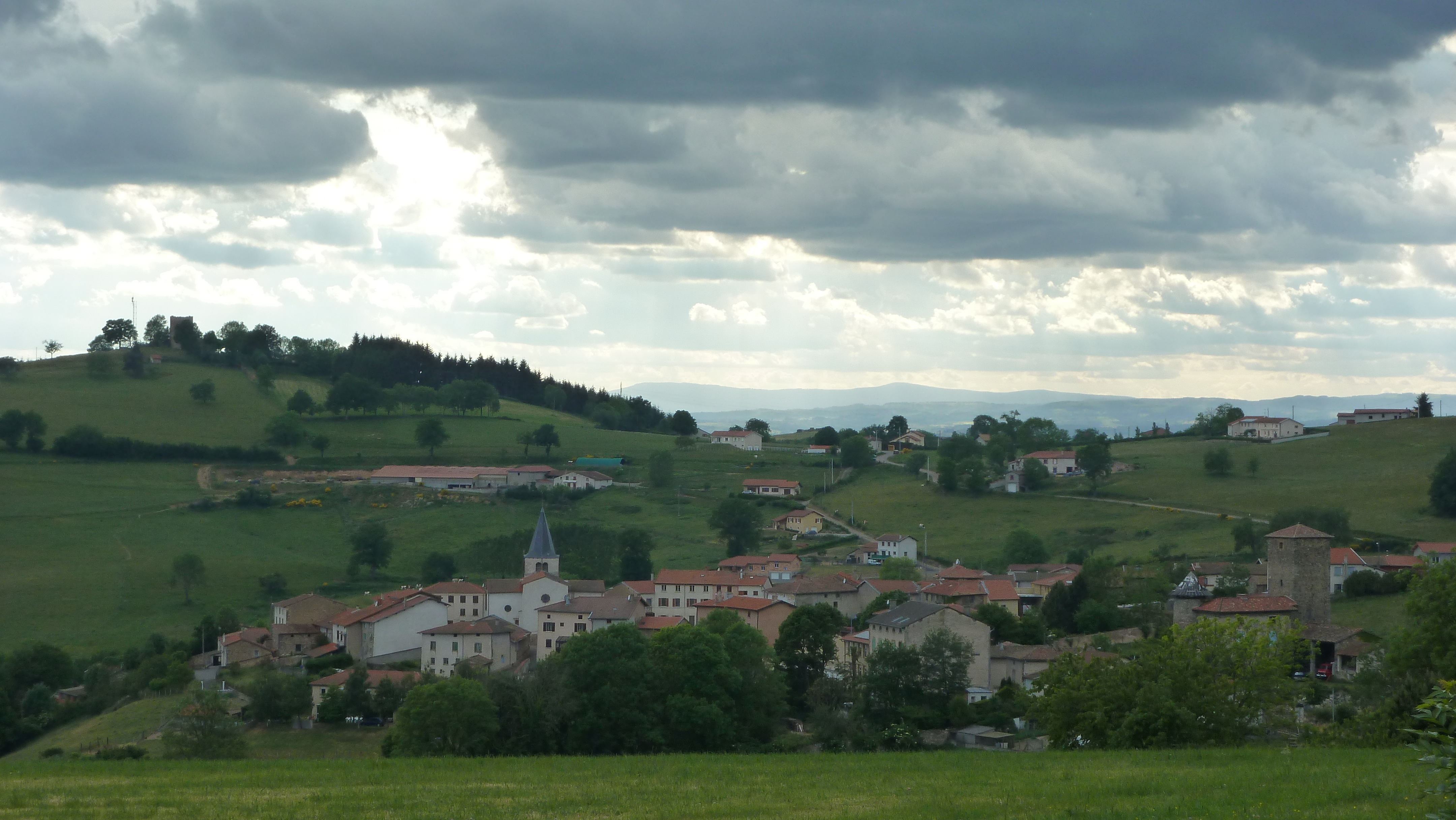
Saint-Cyr-de-Valorges

Saint-Cyr-de-Valorges is een gemeente in het Franse departement Loire (regio Auvergne-Rhône-Alpes) en telt 314 inwoners (2004). De plaats maakt deel uit van het arrondissement Roanne.

## Geografie
De oppervlakte van Saint-Cyr-de-Valorges bedraagt 9,9 km², de bevolkingsdichtheid is 31,7 inwoners per km².
De onderstaande kaart toont de ligging van Saint-Cyr-de-Valorges met de belangrijkste infrastructuur en aangrenzende gemeenten.

## Demografie
Onderstaande figuur toont het verloop van het inwonertal (bron: INSEE-tellingen).